# Isaac Cuenca
Juan Isaac Cuenca López (ur. 27 kwietnia 1991 w Reus) – hiszpański piłkarz, który występował na pozycji pomocnika lub napastnika. 
Wychowanek FC Barcelony, gdzie zaliczył łącznie 30 występów. Oprócz tego reprezentował barwy Deportivo La Coruña oraz Granady w hiszpańskiej La Liga. 

## Kariera
Cuenca dołączył do szkółki piłkarskiej FC Barcelony La Masia w 2003, gdy miał zaledwie 12 lat. Jednak w trakcie trzeciego roku pobytu w katalońskim klubie, Cuenca powrócił do rodzinnej miejscowości gdzie grał dla klubu CF Reus Deportiu przez dwa sezony.
W 2009 Cuenca powrócił do Barcelony. Został jednak wypożyczony do CE Sabadell FC, gdzie zadebiutował w trzeciej lidze hiszpańskiej w sezonie 2010/2011. Szybko zaaklimatyzował się w nowym klubie. Przebywając na boisku 2288 minut w 24 meczach, Isaac walnie przyczynił się do pierwszego od 18 lat awansu Sabadell do drugiej ligi hiszpańskiej.
W czerwcu 2011 Cuenca ponownie wrócił do Barcelony, i razem z Riverolą dołączył do drugiego zespołu FC Barcelony. Niedługo później, Josep Guardiola powołał go na przedsezonowy mecz pierwszego zespołu z Hajdukiem Split. Tym meczem, 23 czerwca, Cuenca zadebiutował w pierwszej drużynie FC Barcelony.
Na swój oficjalny debiut w Barçy B Cuenca musiał poczekać do 4 września 2011, gdy pojawił się na ostatnie 29 minut w wyjazdowym meczu z FC Cartagena. Jego drużyna wygrała 4-0, a Cuenca zdobył ostatniego gola. Ponad miesiąc później – 19 października, oficjalnie zadebiutował w pierwszym zespole zmieniając Davida Villę w końcowych minutach meczu Ligi Mistrzów z Viktorią Pilzno.
25 października 2011 Cuenca zadebiutował w La Liga w wygranym 1-0, wyjazdowym meczu z Granadą, w którym zaliczył pełne 90 minut i obejrzał żółtą kartkę. Cztery dni później, pojawił się ponownie w pierwszej jedenastce na wygrany 5-0 mecz z Mallorcą, w którym zdobył bramkę po asyście Adriano. 1 listopada 2011, Cuenca zaliczył asystę przy golu Cesca Fabregasa w wygranym 4-0 meczu przeciwko Viktori Pilzno.
22 grudnia 2011, Cuenca rozegrał całe spotkanie w wygranym 9-0 meczu 1/16 Pucharu Króla z L’Hospitalet, w którym strzelił dwa gole i wywalczył dwa rzuty karne.
31 stycznia 2012, podpisał kontrakt z pierwszym zespołem FC Barcelony. Za porozumieniem stron klub rozwiązał z nim kontrakt 10 lipca 2014.

## Statystyki
Stan na 28 maja 2017
| Klub                | Sezon   | Liga    | Liga | Puchar  | Puchar | Europa  | Europa | Inne    | Inne | Ogólnie | Ogólnie |   |
| Klub                | Sezon   | Występy | Gole | Występy | Gole   | Występy | Gole   | Występy | Gole | Występy | Gole    |   |
| ------------------- | ------- | ------- | ---- | ------- | ------ | ------- | ------ | ------- | ---- | ------- | ------- | - |
| CE Sabadell         | 2010–11 | 2010–11 | 32   | 4       | –      | –       | –      | –       | –    | –       | 32      | 4 |
| CE Sabadell         | Ogólnie | Ogólnie | 32   | 4       | –      | –       | –      | –       | –    | –       | 32      | 4 |
| FC Barcelona B      | 2011–12 | 2011–12 | 6    | 2       | –      | –       | –      | –       | –    | –       | 6       | 2 |
| FC Barcelona B      | Ogólnie | Ogólnie | 6    | 2       | –      | –       | –      | –       | –    | –       | 6       | 2 |
| FC Barcelona        | 2011–12 | 2011–12 | 16   | 2       | 6      | 2       | 7      | 0       | 1    | 0       | 30      | 4 |
| FC Barcelona        | Ogólnie | Ogólnie | 16   | 2       | 6      | 2       | 7      | 0       | 1    | 0       | 30      | 4 |
| AFC Ajax            | 2012–13 | 2012–13 | 3    | 0       | 0      | 0       | 0      | 0       | 2    | 0       | 5       | 0 |
| AFC Ajax            | Ogólnie | Ogólnie | 3    | 0       | 0      | 0       | 0      | 0       | 2    | 0       | 5       | 0 |
| Deportivo La Coruña | 2014–15 | 2014–15 | 27   | 2       | 2      | 0       | 0      | 0       | 0    | 0       | 29      | 2 |
| Deportivo La Coruña | Ogólnie | Ogólnie | 27   | 2       | 2      | 0       | 0      | 0       | 0    | 0       | 29      | 2 |
| Bursaspor           | 2015–16 | 2015–16 | 12   | 1       | 0      | 0       | 0      | 0       | 0    | 0       | 12      | 1 |
| Bursaspor           | Ogólnie | Ogólnie | 12   | 1       | 0      | 0       | 0      | 0       | 0    | 0       | 12      | 1 |
| Granada CF          | 2015–16 | 2015–16 | 12   | 2       | 0      | 0       | 0      | 0       | 0    | 0       | 12      | 2 |
| Granada CF          | 2016–17 | 2016–17 | 21   | 1       | 1      | 0       | 0      | 0       | 0    | 0       | 22      | 1 |
| Granada CF          | Ogólnie | Ogólnie | 37   | 4       | 1      | 0       | 0      | 0       | 0    | 0       | 37      | 4 |
| Ogólnie             | Ogólnie | 132     | 16   | 9       | 2      | 7       | 0      | 3       | 0    | 151     | 18      |   |